# باد (ویرجینیای غربی)
باد(به انگلیسی: Bud) شهری در ایالت ویرجینیای غربی کشور ایالات متحده آمریکا است که جمعیت آن در سرشماری سال ۲۰۱۰ میلادی، ۴۸۷ نفر بوده‌است.